# NGC 3963
NGC 3963 (również PGC 37386 lub UGC 6884) – galaktyka spiralna z poprzeczką (SBbc), znajdująca się w gwiazdozbiorze Wielkiej Niedźwiedzicy. Odkrył ją William Herschel 18 marca 1790 roku.
W galaktyce tej zaobserwowano supernową SN 1997ei.